# Grand cadi
Pour les articles homonymes, voir Cadi (homonymie).

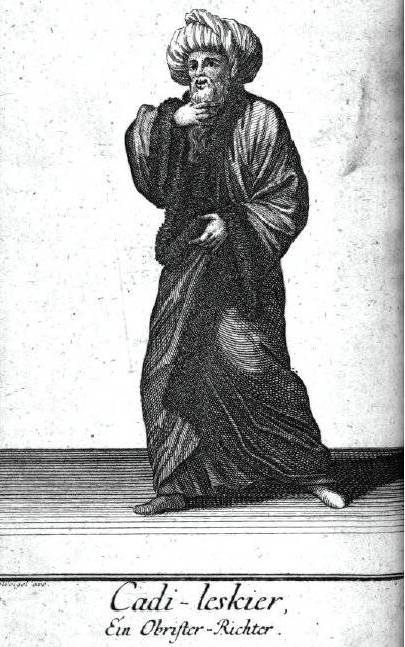
Cadi leskier

Le Grand cadi ou Juge des juges (en arabe : قاضي القضاة, qāḍī l-quḍāt) est une fonction religieuse et séculière créée à l'époque abbasside sous le califat de Haroun al-Rachid, pour répondre à la nécessité urgente de renforcer l'institution judiciaire et la séparer du pouvoir exécutif. 
Le Grand cadi, juge suprême de l'empire, fait également office de conseiller juridique auprès du calife. Le Grand Cadi correspond généralement au ministre de la Justice aujourd'hui.

## Origine de l'institution
Le premier « grand cadi » en date nommé par le calife Hâroun ar-Rachîd est l'imam Abu Yusuf Yaqub, celui-ci ayant été plus ou moins libre dans ses décisions, ce qui lui a permis de codifier les taches de la fonction. Il n'y a sous les Abbassides qu'un seul Grand Cadi. À l’avènement du Califat fatimide, il y eut un autre grand cadi au Caire de tendance ismaélite. Cela dit, sous les Mamelouks, un grand cadi était nommé pour chaque grande école théologique sunnite. Le Grand Cadi était nommé à la suite d'une cérémonie durant laquelle il rend hommage au Calife, ensuite il s'insère dans la sphère judiciaire en tant que garant de la loi au sein des territoires du Califat. D'autres fonctions non judiciaires telles que l'inspection des écoles ou des mosquées, ou encore du Bayt al-mal (بيت المال), la prise de parole dans les serments etc. font partie des prérogatives du Grand Cadi. Cela témoigne du rôle central du grand cadi dans le fonctionnement de l'administration abasside mais aussi ailleurs, au Caire, à Damas, ou encore à Cordoue.
Selon le juriste Émile Tyan, cette institution trouvait son origine dans celle du mōbaḏān mōbaḏ, autorité religieuse et judiciaire suprême chez les Sassanides. Le Grand Cadi apparut effectivement à une époque où le pouvoir abbasside était particulièrement influencé par le modèle des institutions perses. Pour argumenter ce propos, É. Tyan s'appuie sur le parallèle établi entre les deux fonctions par le pseudo-Ǧāḥiẓ du Kitāb al-tāǧ. Ensuite il s'appuie sur les explications fournies par Ibn Sa'd al-Baghdadi qui traduit mōbaḏān mōbaḏ par qāḍī l-quḍāt. Le terme qāḍī l-quḍāt serait donc calqué sur l'expression perse et créé ex nihilo ce qui amène Émile Tyan à conclure que : « Comme le mot n'existait pas auparavant en arabe, on peut en conclure [...] que, en l'espèce, l'inexistence du mot signifiait nécessairement l'inexistence de la chose. »
Toutefois, d'un point de vue strictement linguistique, le lien entre le titre de mōbaḏān mōbaḏ et celui de qāḍī l-quḍāt est difficile à démontrer. Que ce soit ou non sous l'influence du persan, le «génitif superlatif» apparut dans la langue arabe bien avant la fonction de grand Cadi, et son utilisation pour former le titre qāḍī l-quḍāt pourrait avoir pris pour modèle des expressions arabes préexistantes
Les fonctions du mōbaḏān mōbaḏ laissent suggérer une similitude entre l'institution sassanide et celle du Grand Cadi. Effectivement, les fonctions du mōbaḏān mōbaḏ rappellent le rôle central que jouèrent certains grands cadis de la fin des VIIIe et IXe siècles. Cependant, d'autres données historiques invitent à nuancer le propos. E. Tyan remarque en effet qu’une institution comparable, celle du qāḍī l-ǧamāʿa (« cadi de la communauté »), apparut en al-Andalus entre 138/755 et 141/758, plusieurs décennies avant la « réforme » de Hārūn al-Rašīd. Par conséquent, il est difficile d'imaginer une quelconque influence perse sur la naissance de ce titre, tant en raison de la distance qui sépare Al-Andalous des anciennes provinces sassanides que du sens de l’expression désignant l’institution andalouse. E. Tyan écarte en partie ce problème en constatant que le poste de qāḍī l-ǧamāʿa était bien différent de celui de qāḍī l-quḍāt : jusqu'aux IIIe-IXe siècles, le premier ne sembla pas participer à la désignation des autres cadis, contrairement à son homologue d’Orient.

## Le choix du grand Cadi
C'est au calife que revient le choix des cadis par le biais de ses gouverneurs ; le grand Cadi ainsi que les autres Cadis nomment à leur tour leurs conseillers respectifs pour les aider dans les taches qui leur incombent. Le grand cadi est nommé donc par le Calife, cette nomination scelle un pacte entre le calife et son serviteur.